# Basename
La instrucción basename muestra en la salida estándar (stdout) el nombre de fichero que se le pase como primer parámetro, eliminando el prefijo del directorio que pueda contener. Si se indica un segundo parámetro y este coincide con el sufijo del fichero, también se eliminará.
La sintaxis es:
basename fich [suff]

## Ejemplo
```
basename /camino/del/fichero/nombre.txt
nombre.txt

```

... donde se ve que se ha eliminado la referencia al árbol de directorios: /camino/del/fichero/
```
basename /camino/del/fichero/nombre.txt .txt
nombre

```

... donde se ve que se ha eliminado también el sufijo o extensión.txt